# 拉丁马士
拉丁马士是新加坡红山規劃區直落布兰雅的住宅區。

## 名稱來源
該地區以爪哇皇室的公主拉丁马士阿尤（Radin Mas Ayu）命名，意指「金美公主」（Princess of Golden Beauty）。